# Земська Олена Андріївна
Олена Андріївна Земська (5 листопада 1926, Москва — 22 березня 2012, там же) — російський лінгвіст, доктор філологічних наук, професор, головний науковий співробітник відділу сучасної російської мови Інституту російської мови РАН ім. В. В. Виноградова . Спеціаліст в словотворенні, питаннях розмовної мови, дитячої мови, розвитку російської мови в еміграції. Заслужений діяч науки Російської Федерації (1999). Племінниця і хрещениця М. А. Булгакова.

## Біографія
Дочка лінгвіста Андрія Михайловича Земського (1892—1946) і Надії Опанасівни Булгакової. У 1949 році закінчила філологічний факультет МГУ . Кандидат філологічних наук (1952, дисертація «Питання приставочного словотворення дієслів у російській мові»). З 1952 року працювала в Інституті мовознавства АН СРСР, з 1982 року — в Інституті російської мови. У 1965 році захистила докторську дисертацію "Історія словотвору прикметників в російській мові XVIII—XX ст. "
У 1986 році стала лауреатом премії імені А. С. Пушкіна АН СРСР з формулюванням: За серію робіт: "Російська розмовна мова. Проспект ", " Російська розмовна мова: лінгвістичний аналіз і проблеми навчання ", " Російська розмовна мова ", " Російська розмовна мова. Загальні питання. Словотвір. Синтаксис ", " Російська розмовна мова. Фонетика. Морфологія. Лексика. Жест ", " Російська розмовна мова. тексти ".
Олена Андріївна — племінниця і хрещениця М. А. Булгакова, вона є автором книги «Михайло Булгаков і його рідні: Сімейний портрет» (2004), в якій зібрані різні матеріали про письменника (листи, щоденники, спогади письменника і його родичів). Активно співпрацювала з Благодійним фондом ім. М. А. Булгакова, брала участь в поповненні колекції фонду. Надалі на базі цієї колекції 26 березня 2007 року засновано Державний музей М. А. Булгакова в Москві .
Чоловік — Всеволод Євгенович Євдокимов (1922—1999); дочка Людмила (рід. 1953) — літературознавець .
Громадянська панахида відбулася 26 березня 2012 року в Інституті російської мови ім. В. В. Виноградова РАН . Урна з прахом Е. А. Земської похована 28 квітня 2012 року на Новодівичому кладовищі в Москві .

## Основні роботи

### Книги
- Земская Е. А. Современный русский язык. Словообразование. — М.: Просвещение, 1973. — 304 с.
- Земская Е. А. Словообразование как деятельность. — М.: Наука, 1992. — 221 с.
- Земская Е. А. Михаил Булгаков и его родные: Семейный портрет [Архівовано 22 квітня 2021 у Wayback Machine.]. — М.: Языки славянской культуры, 2004. — 360 с. ISBN 5-9551-0031-8
- Земская Е. А. Русская разговорная речь: лингвистический анализ и проблемы обучения. — М.: Наука; Флинта, 2004. — 240 с.

### Статті
- Земская Е. А. Активные процессы современного словопроизводства // Русский язык конца XX столетия (1985—1995). — М.: Языки русской культуры, 1996. — С. 90-141.
- Земская Е. А. Активные процессы в языке русского зарубежья // Современный русский язык: Активные процессы на рубеже XX—XXI веков. — М.: Языки славянских культур, 2008. — С. 615—667.